# Радченко, Александр Николаевич
Александр Николаевич Радченко (род. 14 сентября 1993, Дружба, Хабаровский край) — российский футболист, нападающий.

## Карьера
Воспитанник хабаровского футбола. В 18 лет дебютировал в ФНЛ за местную «СКА-Энергию». В марте 2014 года в составе «Тосно» поучаствовал в памятном матче 1/8 финала Кубка России, в котором его клуб в гостях в дополнительное время переиграл московский «Спартак». На 116-й минуте с передачи Радченко единственный гол забил Валентин Филатов. В следующих сезонах форвард выступал за различные клубы ФНЛ и ПФЛ. По итогам сезона 2019/20 с пятью мячами стал лучшим бомбардиром ивановского «Текстильщика». Летом 2020 года перешёл в армянский «Урарту». В премьер-лиге дебютировал 23 августа в матче второго тура против «Пюника» (0:0).
Зимой 2021 года вернулся в ФНЛ, заключив контракт с брянским «Динамо». В начале июля того же года стал игроком «Новосибирска», в составе которого дебютировал 14 июля в кубковом матче.

## Семья
Младший брат Николай Радченко (род. 1995) также является футболистом. Вместе выступали за «СКА-Хабаровск» и «Текстильщик».